# Club Libertad
Club Libertad este un club sportiv paraguayan situat în Districtul Tuyucuá al orașului Asuncion, capitala Paraguayului. A fost fondat pe 30 iulie 1905 și evoluează în Primera División de Paraguay. 
Libertad este a treia cea mai remarcabilă echipă din Paraguay, având în palmares 14 titluri naționale. El a participat de asemenea în multe ediții ale Copa Libertadores și Copa Sudamericana, reușind să ajungă în semifinalele Cupei Libertadores de două ori (1977 și 2006). 

## Jucători

### Lotul actual
De la 24 ianuarie 2024.
| Nr. |           | Poziție | Jucător           |
| --- | --------- | ------- | ----------------- |
| 1   | Uruguay   | P       | Martín Silva      |
| 2   | Paraguay  | F       | Iván Ramírez      |
| 3   | Argentina | F       | Alexander Barboza |
| 4   | Paraguay  | F       | Néstor Giménez    |
| 5   | Paraguay  | F       | Diego Viera       |
| 6   | Paraguay  | M       | Álvaro Campuzano  |
| 7   | Paraguay  | A       | Óscar Cardozo     |
| 8   | Argentina | M       | Bautista Merlini  |
| 10  | Paraguay  | A       | Lorenzo Melgarejo |
| 11  | Paraguay  | M       | William Mendieta  |
| 12  | Paraguay  | P       | Rodrigo Morínigo  |
| 13  | Uruguay   | M       | Alejandro Silva   |
| 14  | Paraguay  | F       | Luis Cardozo      |
| 15  | Paraguay  | M       | Héctor Villalba   |

| Nr. |          | Poziție | Jucător              |
| --- | -------- | ------- | -------------------- |
| 16  | Paraguay | M       | Cristian Riveros     |
| 17  | Paraguay | F       | Matías Espinoza      |
| 19  | Paraguay | F       | Rubén Lezcano        |
| 20  | Paraguay | A       | Antonio Bareiro      |
| 21  | Paraguay | M       | Lucas Sanabria       |
| 22  | Paraguay | M       | Hugo Martínez        |
| 24  | Paraguay | A       | Roque Santa Cruz     |
| 25  | Paraguay | P       | Ángel González       |
| 26  | Paraguay | M       | Hernesto Caballero   |
| 27  | Paraguay | F       | Gilberto Flores      |
| 28  | Paraguay | A       | Marcelo Fernández    |
| 33  | Paraguay | F       | Iván Piris           |
| 35  | Paraguay | A       | Rodrigo Villalba     |
| 36  | Paraguay | M       | Ángel Cardozo Lucena |

### Jucători notabili
| Paraguay - Delfín Benítez Cáceres - Eulogio Martínez - Sebastian Fleitas Miranda - Juan Bautista Torales - Estanislao Struway - Paulo Da Silva - Juan Samudio - Justo Villar - Carlos Bonet - Dante Lopez | Argentina - Pablo Garnier - Pablo Horacio Guiñazú Brazilia - Souza Columbia - Vladimir Marín Uruguay - Hernán Rodrigo López - Omar Pouso - Fernando Álvez |

## Internaționali importanți
Pedro Benitez
Delfin Benitez Caceres
Tranquilino Garcete
Lino Nessi
Gerardo Romero
Antonio Cabrera
Manuel Gavilan
Marcelino Vargas
Salvador Villalba
Samuel Aguilar
Juan Torales
Ramon Hicks
Estanislao Struway
Justo Villar
Carlos Bonnnet
Gustavo Moringo
Daniel Sanabria
Cristian Riveros
Aldo Bobadilla
Victor Caceres
Rodolfo Gamarra
Rodrigo Muñoz

## Antrenori notabili
- Carlos Jara Saguier
- Gerardo Martino
- Sergio Markarián

## Onoruri

### Naționale
- Primera División de Paraguay
  - Câștigători (14): 1910, 1917, 1920, 1930, 1943, 1945, 1955, 1976, 2002, 2003, 2006, 2007, 2008 [A], 2008 [C]
- Segunda División de Paraguay
  - Câștigători (1): 2000

### Internaționale
- Copa Libertadores de América: 9 aparențe
  - Semifinaliști (2): 1977, 2006
- Copa Sudamericana: 5 aparențe
  - Sfert-finaliști(1): 2003

## Baschet
Libertad are de asemenea o echipă de baschet care participă în Paraguayan Metropolitan Basketball League. Au câștigat campionatul de nouă ori: 1958, 1972, 1974, 1977, 1979, 1986, 1987, 1990 și 2005.